# Распятие (картина Мазаччо)
«Распятие» (итал. La Crocifissione) — картина итальянского художника Мазаччо, написана в 1426 году и представляет собой живопись темперой на доске размером 83 × 63 см в стиле раннего флорентийского Возрождения. В настоящее время хранится в музее Каподимонте в Неаполе.

## Исторический контекст
Картина была написана для капеллы в церкви Санта-Мария-дель-Кармине в Пизе по заказу нотариуса Джулиано ди Колино-дельи-Скарси-да-Сан-Джусто. Являлась частью так называемого Пизанского полиптиха, самой задокументированной работы художника, благодаря особому отношению к ней со стороны заказчика, записавшего все платежи и напоминания, сделанные им художнику.
19 февраля 1426 года в Пизе Мазаччо подписал с заказчиком контракт на сумму в 80 флоринов, обязавшись использовать в работе самые дорогие материалы, включая сусальное золото. После ряда напоминаний и просьб со стороны нотариуса трудиться исключительно над его заказом, 26 декабря Мазаччо завершил работу.
В 1568 году Джорджио Вазари увидел и описал Пизанский полиптих во втором издании «Жизнеописаний наиболее знаменитых живописцев, ваятелей и зодчих». В XVII или XVIII веке полиптих был удален из алтаря и разобран на части.
Картина «Распятие» была приобретена музеем Каподимонте в 1901 году у семьи Де Симоне, как произведение анонимного флорентийского живописца. Вскоре после этого искусствовед Адольфо Вентури предположил, что картина принадлежит кисти Мазаччо. В 1906 году австрийский искусствовед Вильгельм Эмиль Суида согласился с его атрибуцией и выразил мнение, что произведение является частью Пизанского полиптиха.

## Описание
На картине изображена сцена распятия Иисуса Христа с предстоящими Богоматерью, Иоанном Евангелистом и Марией Магдалиной. Последняя изображена со спины в центре картины. В одеянии красного цвета и с непокрытой головой она стоит на коленях перед Распятием с согбенной спиной и руками, раскинутыми в жесте отчаяния. Предполагалось, что на картину, находившуюся по центру в верхнем ярусе Пизанского полиптиха, будут смотреть снизу вверх, на что указывает отсутствие шеи и неестественно выпуклая грудная клетка у изображения Иисуса Христа. Богоматерь высокого роста в широком синем одеянии изображена с правой стороны от креста с крепко сжатыми у груди руками. С другой стороны креста, опустив голову на сжатые руки, стоит скорбящий Иоанн Евангелист в синем хитоне и красном плаще. На вершине креста изображено Древо Жизни, символ возрождения.

## Некоторые факты
В 1940 году искусствовед Роберто Лонги предположил, что фигура Марии Магдалины является более поздним дополнением, так как её изображение — нимб над головой — оказалось поверх ноги Иисуса Христа. Картина реставрировалась в 1953—1958 годах. Во время этой реставрации в верхней части креста, на месте таблицы с надписью «INRI» (Иисус Назарянин Царь Иудейский), было обнаружено более раннее изображение Древа Жизни.